# Rugosimetro
Il rugosimetro è uno strumento per la misura e la valutazione delle micro-irregolarità di una superficie. È in grado di misurare con una precisione che può raggiungere il millesimo di micron.

## Descrizione
Normalmente è composto dalle seguenti parti:
- Tastatore: è la parte a diretto contatto con la superficie da misurare. Può essere:
  - induttivo (il più usato), interpreta le variazioni di altezza misurate lungo l'asse di acquisizione come variazioni di tensione;
  - ottico, dotato di un sensore che interpreta le variazioni di altezza misurate lungo l'asse di acquisizione come  variazioni di posizione del raggio riflesso sulla superficie da tastare.
- Unità di traslazione (traslatore): è un'unità motorizzata fissata tramite apposito supporto al tastatore che provvede a muovere quest'ultimo lungo l'asse di misura orizzontale per poter acquisire i dati della superficie.
- Unità elettronica: gestisce la movimentazione dell'unità di traslazione e il trattamento dei dati rilevati tramite il tastatore. Se si utilizza un tastatore del tipo Induttivo I valori di tensione rilevati in formato analogico devono essere prima convertiti in formato digitale per poter essere successivamente elaborati ed analizzati.

## Tipi
Esistono due tipi di rugosimetri:
- Rugosimetri  portatili o palmari: lo strumento ha l'unità di traslazione e l'unità elettronica incorporata e l'elaborazione dei dati (filtraggio e calcolo parametri di rugosità) viene effettuata internamente dalla stessa unità elettronica.
- Rugosimetri da laboratorio: l'unità di traslazione e l'unità elettronica sono esterne e l'elaborazione dei dati viene effettuata esternamente tramite computer dotato di apposito software di controllo.

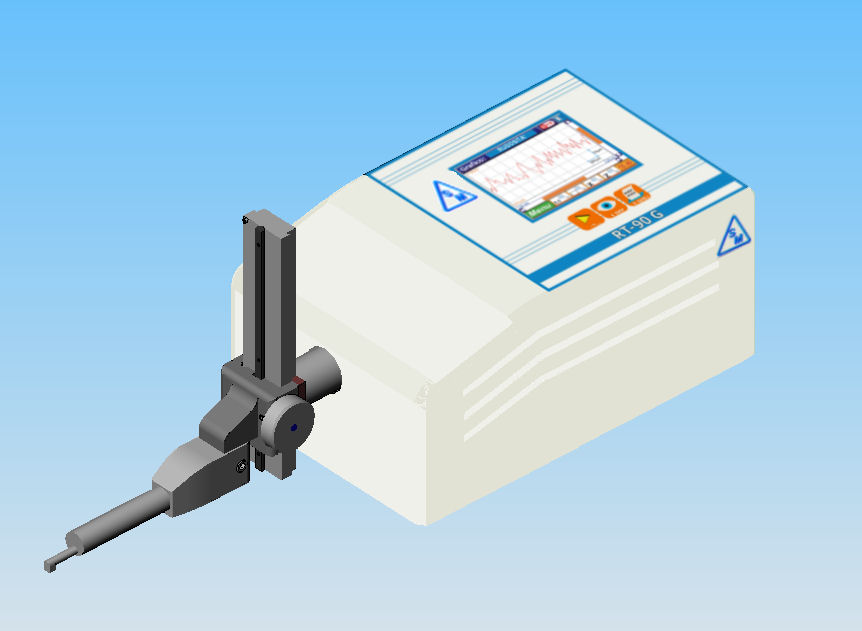
Esempio di rugosimetro portatile
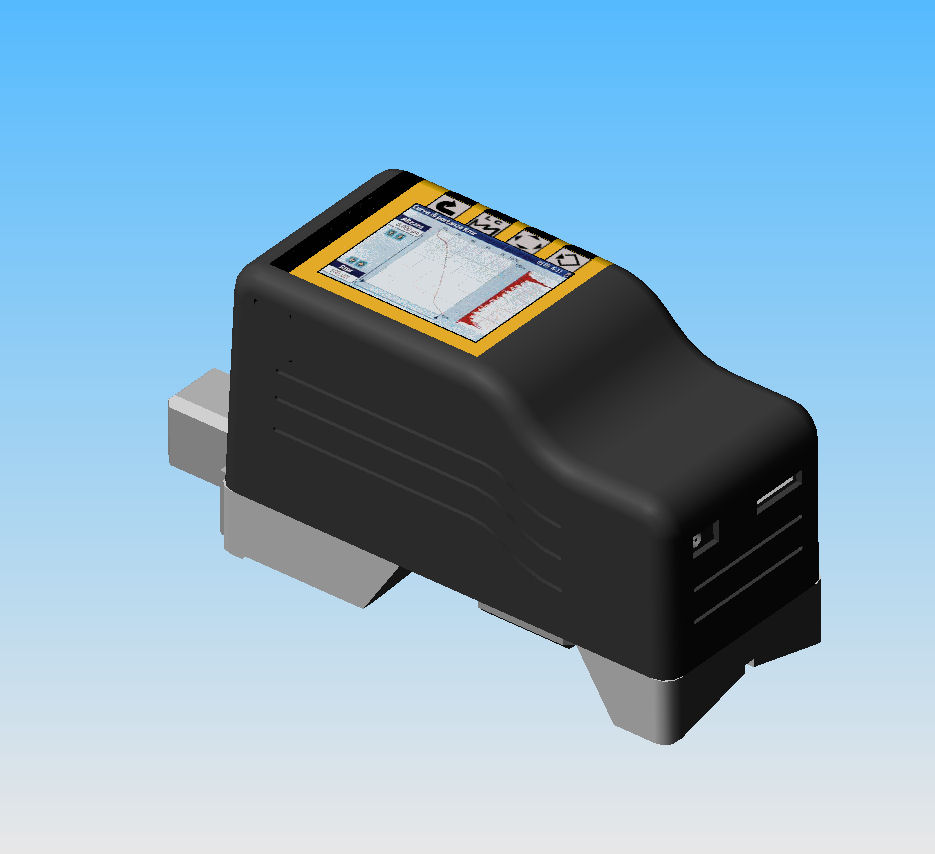
Esempio di rugosimetro palmare